# Tota galdinella
Tota galdinella är en fjärilsart som beskrevs av William Schaus 1923. Tota galdinella ingår som enda art i släktet Tota och familjen mott. Inga underarter finns listade i Catalogue of Life.